# Heian-kor
A Heian-kor (平安時代, Heian dzsidai) a japán történelem azon négy évszázada 794-től 1185-ig, amely a főváros Heiankjóba költözésével kezdődött, és amelyben Minamoto no Joritomo megszilárdította katonai uralmát Kamakurában. Hosszú, a császári udvar szempontjából kiegyensúlyozott időszak volt ez, melyben azonban jelentős belső változások történtek.
Kanmu, hogy kivonja magát a nagy narai buddhista kolostorok befolyása alól, 784-ben Heidzsókjóból Nagaokakjóba helyezte át a kormány székhelyét, majd tíz évvel később Heiankjóba. Maga a Heian szó (平安) békét vagy megnyugvást jelent. Heian, vagy Kiotó, ahogy a 11. századtól nevezik, egészen addig Japán fővárosa maradt, míg a császár 1868-ban Tokióba nem költöztette udvarát. Mindössze egy hat hónapos szünet töri meg ezt a hosszú időszakot, amikor 1180-ban Taira no Kijomori a Szeccu tartománybeli Fukuharakjóba helyezte át a fővárost.

## A Fudzsivara család

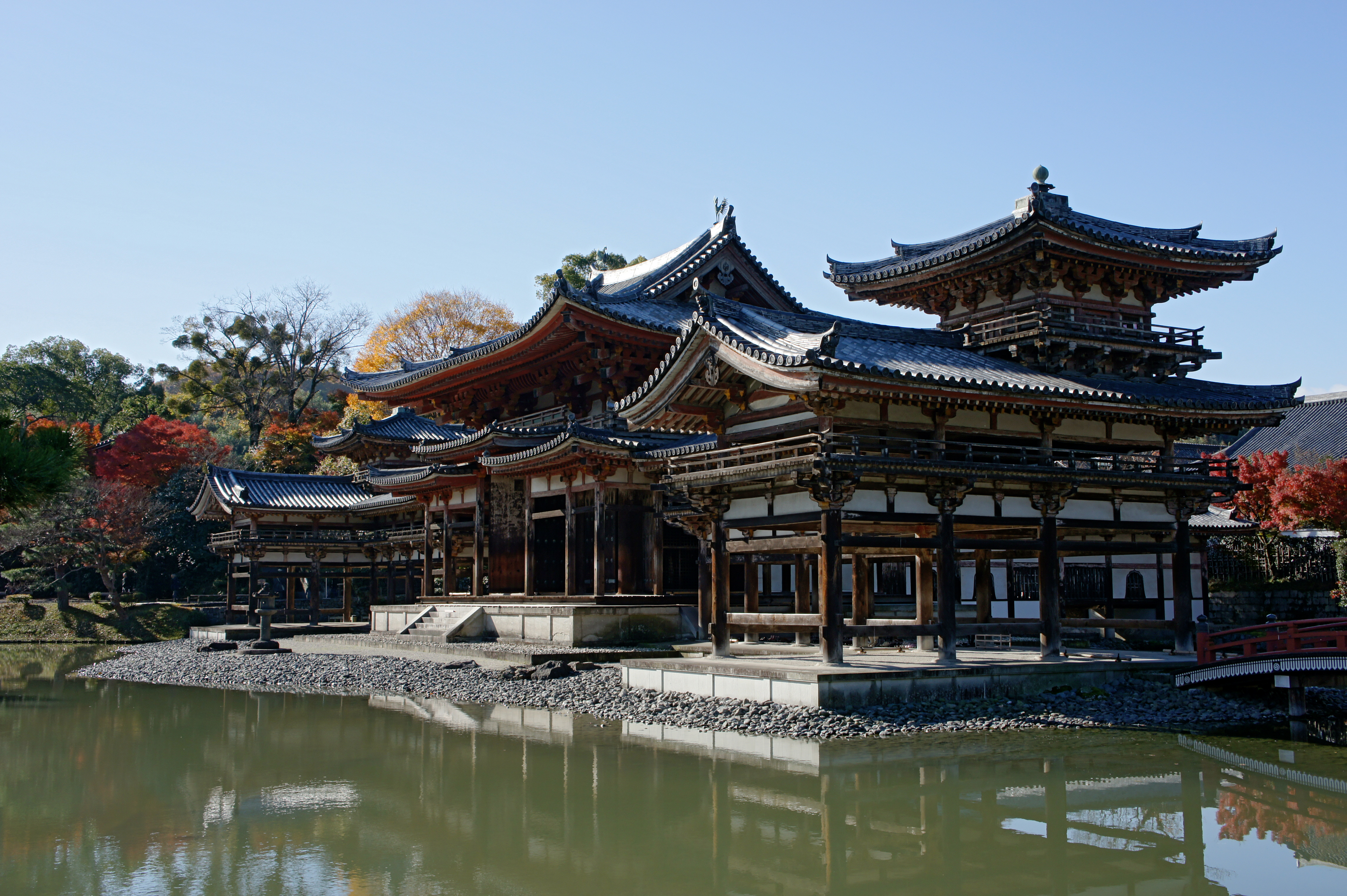
A Bjódó-in, vagyis Főnix csarnok Udzsiban, épült a Heian-korban

A Fudzsivarák befolyása olyan erős volt a császári udvarra, hogy a 858-tól 1185-ig tartó időszakot általában Fudzsivara-időszakként is emlegetik.
A házat Nakatomi no Kamatari alapította, aki a Nakatomi-ház feje volt. Ő segítette Naka no Óe herceget államcsínyében 645-ben. Kamatari Tendzsi császártól kapta a Fudzsivara (藤原氏 Fudzsivara-udzsi), „Lilaakácmező” nevet 669-ben, annak a helynek az emlékére, ahol kitervelték egy másik nagy hatalmú nemzetség, a Szogák megdöntését.
A Fudzsivarák a legkülönfélébb módokon gyakorolták a hatalmukat. Az udvari politika minden formájában mestereknek bizonyultak. Elszigetelték ellenfeleiket, de az sem állt tőlük távol, hogy incidenseket szervezzenek, és másokat hibáztassanak értük. Türelmesen és célszerűen házasodtak, következetesen fonódtak össze a császári családdal a császári hercegek és trónörökösök révén. Hosszú távú elsőségük kulcsa az volt, hogy intézményesítették hatalmukat. Kezükben tartották a császári tanácsadó hivatalokat. Két kulcshivatal volt: a szessó, a kiskorú, és a kampaku, a nagykorú császár régense. Azzal, hogy a császárokat rávették a korai visszavonulásra, majd ők lettek a gyermek utódok régensei, a Fudzsivarák megtalálták a módját, hogy uralkodjanak anélkül, hogy a trónt megszereznék. Képesek voltak kiépíteni egy, a tennó nevében uralkodó, félig folyamatos régensséget.
Egyes császárok, akiknek nem Fudzsivara volt az anyjuk, vagy valami okból nem állt régens a hátuk mögött, megpróbálták visszaszerezni a császári irányítást, és más, ellenlábas családokhoz fordultak, hogy csökkentsék a Fudzsivara-befolyást.

## Az önmagába forduló művészet
A Heian-kor közepén virágzott a jellegzetes japán arisztokrata kultúra. Az irodalom és a művészet egyformán magas fokú volt. Tény, hogy ebben a korszakban született sok a japán kultúra legmaradandóbb emlékei közül. Az olyan irodalmi művek, mint a Gendzsi szerelmei vagy a Párnakönyv, mélyebb bepillantást engednek az udvari életbe és kultúrába, mint a korai japán történelem bármely más időszakában keletkezett alkotások.
A csúcsok kivételével a Heian-kultúra önmagába forduló, kicsinyes és steril. 894-től az udvar nem küldött több követséget Kínába. Japán horizontja beszűkült. Az udvaroncok nemigen utaztak, és ha ki kellett mozdulniuk, szinte rosszul lettek a közemberekkel való kénytelen kapcsolattól.

### A kana írásjegyek
A Heian-időszak elején még erős volt a kínai kulturális hatás, időről időre népes követségek hoztak új szövegeket és eszméket Japánba. A költészetben és a prózában egyaránt a kínai nyelv volt az irodalmi kifejezés eszköze. Feltehetőleg az is maradt volna, ám a kínai nyelv nem felelt meg a japánoknak érzelmeik kifejezésére, főleg a nőknek, akiktől nem várták el a kínai nyelv ismeretét. Ezen igények kielégítésére fejlesztették ki a japán írásjegyeket (kana) a kínai írásjegyek egyszerűsítésével és szabványosításával. A szokás Kúkainak tulajdonítja a létrejöttüket, de ez nincs bizonyítva. A kana lehetővé tette az irodalmi kifejezést mindenkinek, de főleg a nőknek. A kanával íródott első nagy irodalmi művek közé tartozott a Kokinsú („Régi és modern idők gyűjteménye”) című költészeti antológia. Ennek előszavában fogalmazza meg szerkesztője, Ki no Curajuki (895?–945) a japán irodalom alapvető ideálját, az érzelem elsőbbségét az intellektus fölött.
A japán költészet gyökere az emberi szívben lakozik, virága a szavak számtalan levele között nyílik.
írja, majd később ezt olvashatjuk:
A költészet az, ami anélkül, hogy megzavarná az eget és a földet, felkavarja a szem számára láthatatlan istenek és szellemek érzéseit, harmonikussá teszi a kapcsolatot férfi és nő között, megnyugtatja a vad harcos szívét.
A Kokinsú költői stílust teremtett, amelyet a következő ezer évben szinte minden tanka formában alkotó költő figyelembe vett.

### A mijabi fogalma
Az udvar hierarchikus világában a protokoll, az etikett, a kalligráfia, a zene, a ruhák, a modor többet számított, mint a kardforgatásban vagy lovaglásban való jártasság. Ez az esztétikus kifinomultság (mijabi) legjobb formájában az élet és a művészet összeolvadását jelentette. A művészet az életben, az élet a művészetben kifejezés a Heian-kori arisztokratikus kultúra minden területére jellemző volt. Az a gondosság, amivel a Heian-nemesasszonyok megválogatták tizenkét rétegű ruháik színét, arcukat fehérítették, és fogaikat feketítették, a művészi érzékenység kifejeződése volt, és hozzátartozott a mindennapi esztétikához.
Az érzékenység férfira, nőre nézve egyaránt kötelező volt, a hűség már kevésbé. A Heian-arisztokrácia poligám volt. A nők is szabadon folytathattak szerelmi viszonyokat, és egyes udvari hölgyek komoly hírnévre tettek szert, mint például Izumi Sikibu. Más asszonyok, mint például Micsicuna anyja, a Kageró nikki („Ökörnyálnapló”) szerzője, magukra maradtak, és féltékenység kínozta őket.

## A monogatari
A kanákal kifejlődött a Heian-kor közepére egy regényes műfaj, a beszély vagy monogatari. Ezek elbeszélő alkotások, amelyek prózában és versben íródtak. A legjobbak közülük az Isze monogatari (Iszei történetek) és a Gendzsi monogatari (Gendzsi szerelmei, Muraszaki Sikibu alkotása), vagy a Heike monogatari, a gyász és hősiesség megéneklése.

### Gendzsi szerelmei

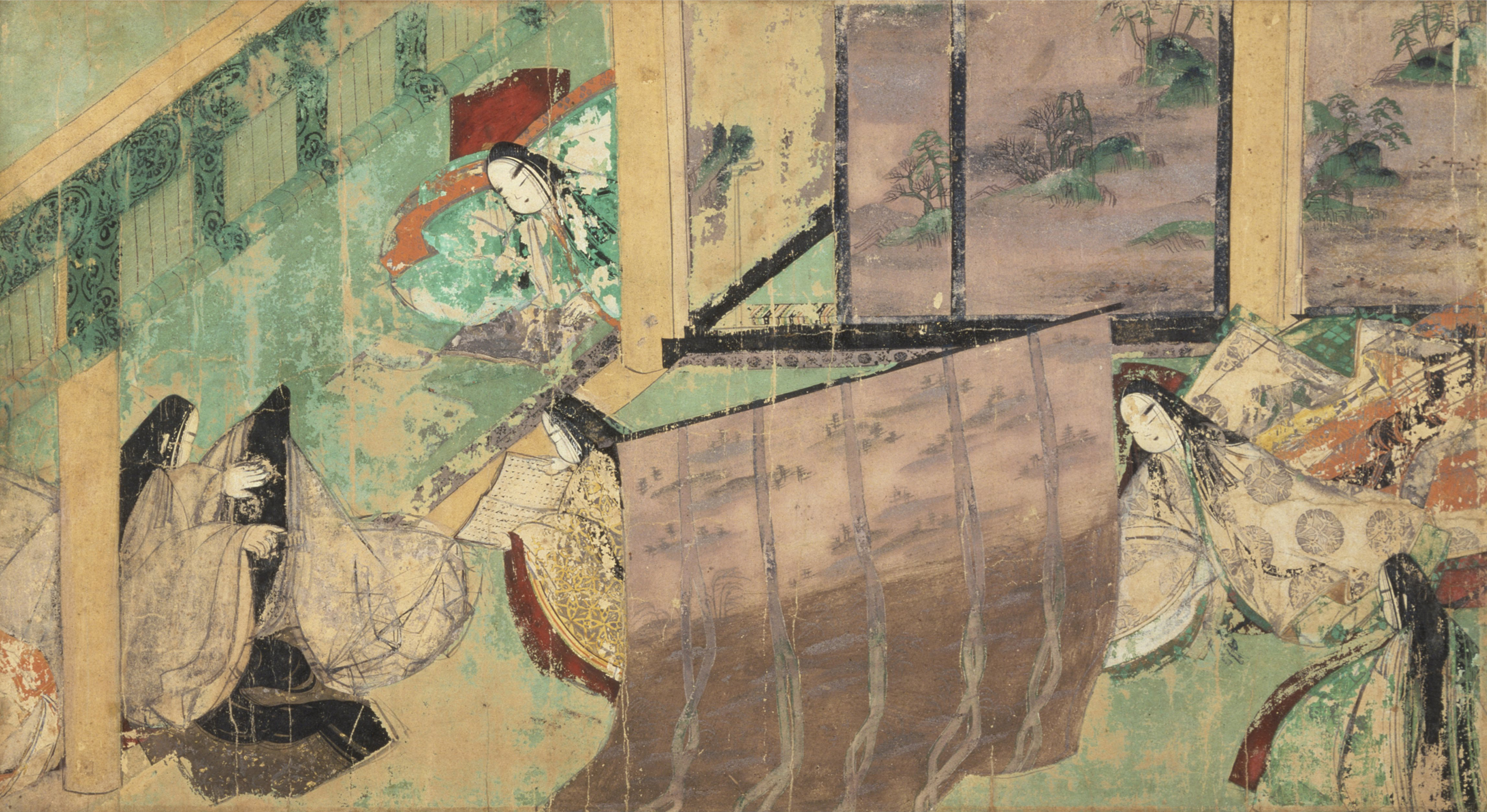
A Gendzsi egy illusztrációja

Gendzsi az eszményi Heian-udvaronc: egy császár fia, remek zenész, költő, festő és táncos, rugólabda-játékos, de legnagyobb eredményeit a szerelemben éri el. A regényt feltehetőleg kézről kézre adták az udvarban, vagy hangosan olvasták fel. A 12. századtól a tekercseket illusztrálták, és ahogy kitekerték, úgy bontakoztak ki a történet főbb jelenetei. A rajzok személytelen „vonalszemeknek és kampóorroknak” az „átlátszó” tetőn keresztüli megjelenítései, ami nélkülözi a perspektívát.

### Heike monogatari
A Heike monogatari már inkább krónikaféle. Történeti hátterében a Taira család felemelkedése és bukása áll. Ők konfliktusba kerültek a Fudzsivarákkal és a Minamoto család harcosaival, akik a Fudzsivarák szolgálatában álltak. A Taira vezetők az elhúzódó véres és kegyetlen viszályban vagy ellenfeleik kezétől haltak meg, vagy öngyilkosságot követtek el.
A Heike monogatari összeállításának idejére vált a harcos eszménykép végső próbájává az élet feláldozása, meghalni a hűbérúrért, vagy akár rituális öngyilkosságot elkövetni.